# Rechtbank Alkmaar
De rechtbank Alkmaar is op 24 januari 1811 per decreet van koning Lodewijk Napoleon opgericht. De rechtbank was tot 2013 een van de negentien rechtbanken in Nederland. Met ingang van 1 januari 2013 ging de rechtbank op in de nieuwe Rechtbank Noord-Holland, een fusie van Alkmaar en Haarlem. De rechtbank had drie vestigingen, te weten te Alkmaar aan de Kruseman van Eltenweg 2, te Den Helder aan de Kerkgracht 4 en te Hoorn aan de Grote Oost 53. Alkmaar blijft een volledige vestiging. Hoorn en Den Helder bleven nog tot 2014 gedeeltelijk in gebruik om lopende zaken af te ronden.
Het arrondissement van rechtbank Alkmaar bestaat uit drie kantons: kanton Alkmaar, kanton Den Helder en kanton Hoorn. De rechtbank Alkmaar is onderverdeeld in vier sectoren: sector bestuursrecht, sector civiel recht, sector kanton en sector strafrecht.
De laatste president van de rechtbank Alkmaar was mr. Evert van der Molen.